# Grafem
Grafem (grč.  γράφω - pisati) je najmanja semantički određujuća jedinica pisanog jezika. Grafem može, a ne mora imati značenje, i može, a ne mora odgovarati jednom fonemu. U grafeme spadaju pismo abecede, tipografske ligature, kineski znakovi, numeričke znamenke, znaci interpunkcije i drugi pojedinačni znaci bilo kojeg svjetskog sustava pisanja.

## Poveznice
- Fonem
- Morfem
- Jezikoslovlje